# Iluma-ilum
Iluma-ilum   (1732 aC - 1724 aC) o també Ili-ma-ilu va ser el primer rei de la I Dinastia del País de la Mar que va regnar a la zona sud de Mesopotàmia des de l'any 1720 aC fins a un any desconegut, segons la Llista dels reis de Babilònia. Iluma-ilum és un nom accadi que significa "el meu déu és (realment) Déu", sense que es digui a quin déu es refereix.
Era rei d'Isin i es va rebel·lar contra l'Imperi paleobabilònic aconseguint la independència de la part sud de Mesopotàmia coneguda com el País de la Mar, a la que va privar de la sortida al mar a través del golf Pèrsic. Es coneix per cròniques posteriors al seu regnat, i per alguns documents contemporanis. Se sap que Iluma-ilum va lluitar contra el rei Samsuiluna al menys dues vegades i en va sortir victoriós, retallant territori al rei de Babilònia. Va prendre el títol de rei i es va declarar independent. Abieshu, el successor de Samsuiluna, també el va atacar, però sense èxit.
Iluma-ilum va conquerir Nippur i altres llocs propers, encara que no ho devia conservar gaire temps. Va refer i ampliar les muralles de Sippar.